# Probijna, Ciortkiv
Probijna (în ucraineană Пробіжна) este o comună în raionul Ciortkiv, regiunea Ternopil, Ucraina, formată numai din satul de reședință.

## Demografie
Componența lingvistică a comunei Probijna
     Ucraineană (98,93%)
     Alte limbi (0,82%)
Conform recensământului din 2001, majoritatea populației comunei Probijna era vorbitoare de ucraineană (98,93%), existând în minoritate și vorbitori de alte limbi.